# Perissocoeleum crinoideum
Perissocoeleum crinoideum là một loài thực vật có hoa trong họ Hoa tán. Loài này được (Mathias & Constance) Mathias & Constance mô tả khoa học đầu tiên năm 1967.